# Distretto di Kuse
Il distretto di Kuse (久世郡?, Kuse-gun) è uno dei distretti della prefettura di Kyoto, in Giappone.
Attualmente fa parte del distretto solo il comune di Kumiyama.
| Controllo di autorità | VIAF (EN) 256568995 · NDL (EN, JA) 00398297 |